# Зелиха, Ярон
Профессор Яро́н Зели́ха (иногда Злиха; родился 20 июля 1970 года) — израильский экономист, бухгалтер и социальный психолог. Ранее занимал должность главного аудитора Министерства финансов. В настоящее время он является президентом Высшего академического совета и руководителем Школы бухгалтерского учёта, экономики и финансового менеджмента в Академическом центре Оно.
Зелиха обладает двумя профессорскими званиями, присвоенными ему Высшей комиссией по назначению профессоров в Совете по высшему образованию: профессор экономики по исследовательской программе с 2013 года и профессор бухгалтерского учёта по программе для специалистов с 2010 года.
Зелиха участвовал в выборах в Кнессет двадцать четвёртого и двадцать пятого созывов как глава новой экономической партии, которую он основал, но партия не смогла преодолеть электоральный барьер и не вошла в Кнессет.

## Биография
Зелиха родился в Рамат-Гане в семье выходцев из Ирака. Его отец, Шломо Зелиха, занимал должность управляющего отделением Банка Леуми в Реховоте. Он вырос в Рамат-Гане и учился в средней школе «Охель Шем» в городе. Во время службы в ЦАХАЛе занимал засекреченную должность в исследовательском отделе Управления военной разведки.
После освобождения из ЦАХАЛа в 1991 году начал своё академическое обучение, и в 1994 году завершил обучение на степень бакалавра по экономике и бухгалтерскому учёту в Университете Бар-Илан. В 2001 году получил степень доктора экономических наук в Университете Бар-Илан. В 2017 году завершил обучение по психологии, а в 2021 году получил степень магистра по социальной психологии.
В период с 1994 по 1996 годы проходил стажировку по бухгалтерскому учёту в офисе Шломо Несса, параллельно преподавая бухгалтерский учёт и финансы в колледже Рамат-Гана. В 1995—1997 годах был преподавателем бухгалтерского учёта в Колледже Управления в Ришон ЛеЦионе. В 1998 году был назначен руководителем кафедры бухгалтерского учёта в Академическом центре Оно. В 2001 году получил степень доктора экономических наук по прямой программе в Университете Бар-Илан с диссертацией на тему «Влияние неопределённости ожидаемой инфляции на модели потребления и сбережений».
В 1996 году был принят на государственную службу в качестве руководителя экономического отдела в офисе премьер-министра. Он отвечал за создание профессионального экономического отдела в офисе премьер-министра, который консультировал по вопросам разработки фискальной и монетарной политики, структурных изменений в экономике страны, приватизации государственных компаний и привлечения иностранных инвестиций. В рамках этой работы подготовил ошибочное резюме официальных отчётов о Управлении радиовещания для обсуждения в правительстве. В ответ на это против него была подана жалоба в полицию за подделку документов. Государственный прокурор Эдна Арбель установила, что в его работе были допущены ошибки, но он действовал добросовестно, поэтому было решено не привлекать его к ответственности за отсутствием вины. В 1996—1997 годах между ним и руководителем отдела государственного долга в Министерстве финансов происходил продолжительный и широко освещаемый конфликт, в ходе которого были поданы взаимные жалобы комиссару государственной службы, министру финансов и государственному контролёру.
В 1998 году он ушел из государственного сектора. Был назначен руководителем отдела бизнес-планирования и стратегии в компании Partner Communications, которая только что была основана. В этой должности он был ответственен за размещение акций компании на американском фондовом рынке в октябре 1999 года. С 2000 по 2002 год занимал должность вице-президентом по финансам и бизнес-развитию и бизнес-развитию в компании «Тевель Телеком», телекоммуникационной компании кабельного консорциума. В 2002 году был назначен членом совета директоров Нефтеперерабатывающего завода «BAZAN». В 2002—2003 годах был вице-президентом по финансам и бизнес-развитию в компании «Дерех Эрец», операторе Шоссе 6.

### Главный аудитор Министерства финансов
В 2003 году Ярон Зелиха был назначен на должность Главного аудитора Министерства финансов министром финансов Биньямином Нетаньяху. В рамках своей работы он провёл масштабные реформы в государственном бюджете и управлении государственными активами. В обсуждениях в Министерстве финансов Зелиха поддерживал сокращение государственного бюджета, чтобы выйти из рецессии за счёт снижения дефицита, в отличие от кейнсианской концепции, распространённой в то время в министерстве. Зелиха считал, что государство должно своевременно выплачивать налоги, даже если эти налоги уплачиваются самому себе. Он был ответственен за крупные инфраструктурные проекты, государственное страхование, предоставление государственных гарантий и их управление.
Став Главным аудитором, Зелиха настоял на изменении культуры государственных тендеров. Он требовал от компаний, подписавших контракты, соблюдения условий, указанных в них, и чтобы эти контракты не служили отправной точкой для продолжительных переговоров, как это было ранее. В мае 2004 года он конфисковал залог в размере 35 миллионов шекелей у консорциума «Кармель Опреснение», который был предоставлен для обеспечения выполнения контракта с Министерством финансов на строительство опреснительной установки в Хайфском заливе, но не был выполнен. Он также намеревался конфисковать залог в размере 35 миллионов шекелей у компании «Ювлим», но по арбитражному соглашению стороны договорились о конфискации 10 миллионов шекелей. Кроме того, он конфисковал миллион долларов у братьев Офер, после того как они не выполнили условия контракта на строительство электростанции в Рамат-Ховав и отменил проект, аргументируя это тем, что его стоимость значительно превышала нормальные затраты на производство электроэнергии. Под конец своего срока, Зелиха указал аудиторам в государственных министерствах, что любое взаимодействие с государственными компаниями должно происходить только через тендер и контракт. Зелиха также установил прецедент, заставив компанию «Модиин Эзрахи» (Гражданская разведка) компенсировать своим работникам, которые работали в плохих условиях, угрожая конфискацией государственных залогов в результате глубокой проверки, проведённой для защиты работников, нанятых по контракту в правительстве. В части обязательств государства Зелиха настаивал на соблюдении трудовых законов, особенно на своевременной оплате поставщикам. В сентябре 2006 года он решил изъять управление бюджетом Управления по делам малого и среднего бизнеса после того, как в отчёте государственного контролёра были выявлены назначения на должности из политических соображений. Согласно этому решению, любое действие руководителей Управления должно было быть одобрено аудитором Министерства промышленности, торговли и труда.
В 2007 году Зелиха вступил в конфликт с руководством ICL Group (Химической промышленности Израиля), утверждая, что она платит недостаточные роялти в размере сотен миллионов шекелей. Спор был передан на арбитраж адвокатам Раму Каспи, Алексу Хартману и бывшей судье Тове Штрасберг-Коэн. Арбитраж полностью поддержал позицию государства, и инициированное Зелихой разбирательство принесло государству дополнительные выплаты в размере 1,1 миллиарда шекелей. Эта сумма должна удвоиться к концу срока концессии в 2030 году.
Во время своей каденции Зелиха был ответственен за приватизацию нескольких крупных организаций. Он способствовал приватизации Банка Дисконт. В этой приватизации участвовали пять покупателей, но четверо из них вышли из процесса, и банк был продан в итоге группе во главе с американским магнатом Мэтью Бронфманом. Зелиха не одобрил «золотой парашют» для председателя банка Арье Минтковица стоимостью 17 миллионов шекелей. Кроме того, Зелиха участвовал в процессе продажи контрольного пакета акций Банка Леуми.
Во время своей каденции Зелиха вступал в конфликты с руководителями Министерства финансов и других государственных ведомств. Эти конфликты также были вызваны публикацией отчёта Главного аудитора, в котором он выявил нарушения и незаконные финансовые операции на миллиарды шекелей. Например, перед тем как отправиться в тюрьму, министр финансов Авраам Гиршзон пытался сократить полномочия Зелихи и даже уволить его. Зелиха также подал жалобу государственному контролёру на премьер-министра Эхуда Ольмерта, свидетельствуя о нарушениях в процессе приватизации Банка Леуми. 16 января 2007 года было начато уголовное расследование против Ольмерта по подозрению в том, что в бытность министром финансов он изменил условия тендера в пользу своего друга Фрэнка Лоуи. В этом деле Зелиха был одним из ключевых свидетелей против Ольмерта, который отрицал свою причастность к тендеру. Жена Зелихи даже получала угрозы в адрес своей жизни и жизни своего мужа, что привело к установке охраны вокруг их дома. В ноябре 2007 года полиция установила, что недостаточно доказательств для предъявления обвинений Ольмерту, и дело было закрыто за отсутствием доказательств. Министр финансов Рони Бар-Он не намеревался продливать срок полномочий Зелихи, но государственный контролёр Миха Линденштраусс издал временный приказ о защите, запрещающий его увольнение в связи с его деятельностью по разоблачению коррупции. Глава Банка Израиля Стэнли Фишер и генеральный директор Министерства финансов Йером Ариав раскритиковали этот шаг. Через месяц Зелиха ушел в отставку.
За свою антикоррупционную деятельность он получил поддержку от таких организаций, как движение «Омец» и политиков из разных партий, таких как Шели Яхимович и Захава Гальон. Йорам Габай, бывший руководитель Управления государственных доходов, написал о сроке полномочий Зелихи: «Его действия на посту Главного аудитора свидетельствовали о понимании необходимости борьбы с коррупцией путём требований прозрачности, честности и ясных правил игры между государством и бизнес-сектором. Ярон Зелиха сумел разрушить нормы полуподдельных тендеров, в которых победители заранее знали, что не будут выполнять условия. Зелиха лишил политиков и чиновников свободы действий в тендерах и настаивал на тщательном выполнении государственных контрактов и своевременной и справедливой оплате».